# HD116114
HD116114 — хімічно пекулярна зоря спектрального класу F0, що має видиму зоряну величину в смузі V приблизно  7,0.
Вона  розташована на відстані близько 458,1 світлових років від Сонця.

## Пекулярний хімічний склад
Зоряна атмосфера HD116114 має підвищений вміст 
Cr
.

## Магнітне поле
Спектр даної зорі вказує на наявність магнітного поля у її зоряній атмосфері.
Напруженість повздовжної компоненти поля оціненої з аналізу
наявних ліній металів
становить 1923,0± 113,0 Гаус.